# Tatiana Salcuțan
Tatiana Salcuțan (n. 16 aprilie 2001, Tiraspol, Republica Moldova) este o înotătoare din Republica Moldova, specializată în stilul spate.

## Carieră
Sportiva a câștigat medalia de argint la Festivalul Olimpic al Tineretului European de la Tbilisi din 2015 în proba de 200 m spate. În anul următor a devenit vicecampionă europeană la Campionatele Europene de Juniori. La ediții din 2017 și 2018 a obținut bronzul. La Jocurile Olimpice de Tineret de la Buenos Aires din 2018 a cucerit medalia de aur în proba de 200 m spate.
În anul 2021 ea a reprezentat Republica Moldova la Jocurile Olimpice de la Tokio, unde a stabilit un nou record național: 2:09,98 min. în proba de 200 m spate și a reușit astfel să se califice în semifinală. La Campionatele Europene din 2024 s-a clasat pe locul 10 și s-a calificat la Jocurile Olimpice de la Paris. A concurat acolo în proba de 200 m spate, dar nu a reușit să avanseze în semifinală.